# Anagyrinus
Anagyrinus là một chi bọ cánh cứng trong họ Gyrinidae.
Chi này được Handlirsch miêu tả khoa học năm 1906.

## Các loài
Chi này gồm các loài:
- Anagyrinus atavus (Heer, 1865)